# Сопки (Старорусський район)
Сопки (рос. Сопки) — присілок в Старорусському районі Новгородської області Російської Федерації.
Населення становить 3 особи. Входить до складу муніципального утворення Великосельське сільське поселення.

## Історія
Від 2004 року входить до складу муніципального утворення Великосельське сільське поселення.

## Населення
| 2012 | 2013 |
| ---- | ---- |
| 2    | ↗3   |